# Annie Borckink
Anna Johanna Geertruida Maria „Annie” Borckink (ur. 17 października 1951 w Eibergen) – holenderska łyżwiarka szybka, złota medalistka olimpijska.

## Kariera
Największy sukces w karierze Annie Borckink osiągnęła w 1980 roku, kiedy zwyciężyła w biegu na 1500 m podczas igrzysk olimpijskich w Lake Placid. W zawodach tych wyprzedziła bezpośrednio swą rodaczkę Rię Visser oraz Sabine Becker z NRD. Na tych samych igrzyskach była też między innymi szósta w biegu na 1000 m. Na rozgrywanych cztery lata wcześniej igrzyskach olimpijskich w Innsbrucku jej najlepszym wynikiem było dwunaste miejsce w biegu na 1500 m. Nigdy nie zdobyła medalu mistrzostw świata, jej najlepszym rezultatem jest ósme miejsce wywalczone podczas wielobojowych mistrzostw świata w Keystone w 1977 roku. W mistrzostwach Holandii w wieloboju stanęła na najwyższym stopniu podium w 1979 roku, zdobyła srebro w 1976 i 1980 oraz brąz w 1981. W 1980 została wybrana sportsmenką roku w Holandii.